# 운터멘쉬

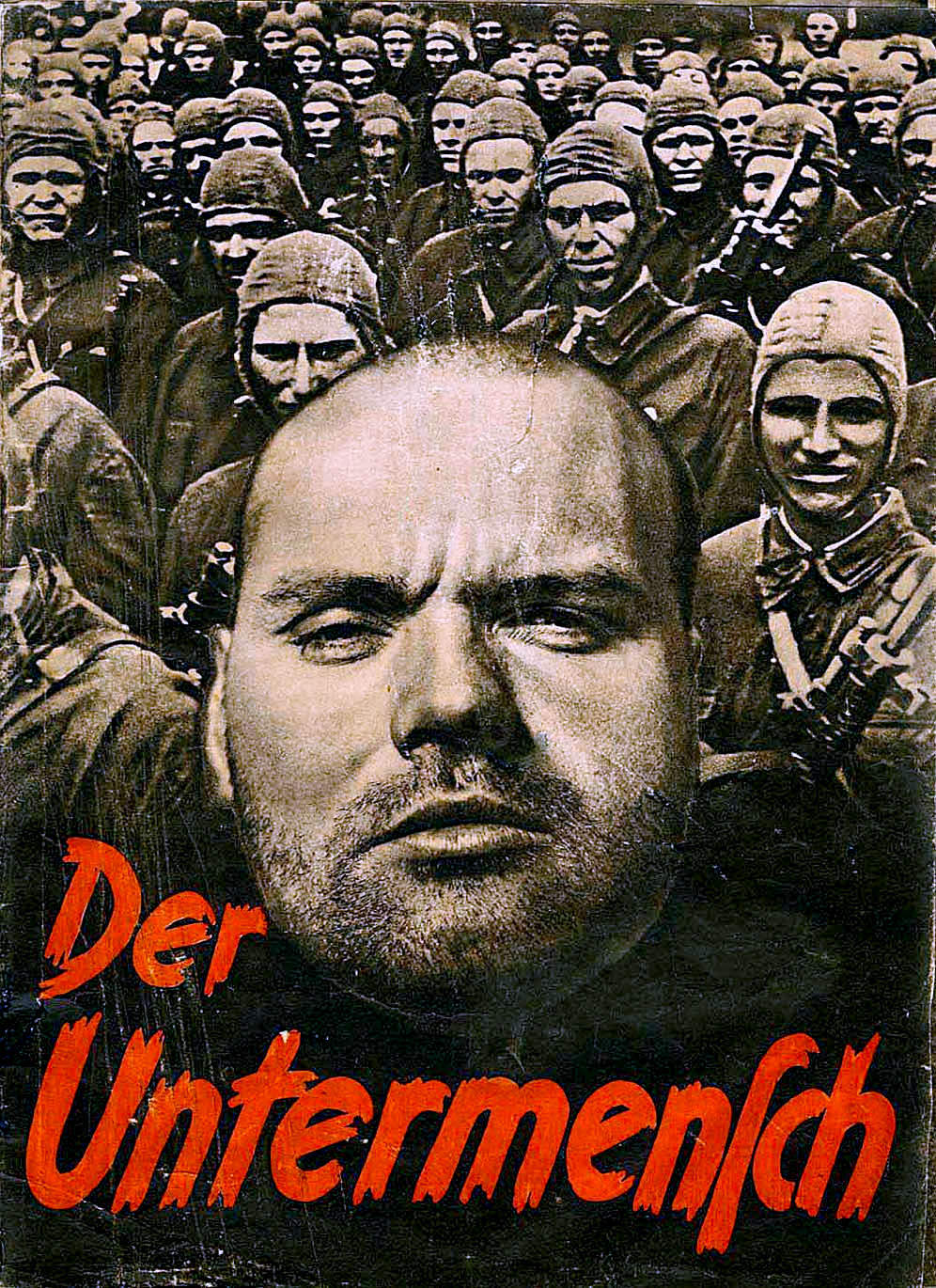
나치 독일의 한 선전 소책자의 표지. 동유럽의 토착민을 열등한 "운터멘쉬"로 묘사하고 있다.

운터멘쉬(독일어: Untermensch 운터멘슈[*])는 독일어에서 '열등 인간' 내지 '인간 이하의 것'(영: subhuman)을 의미하는 말로, 독일 나치당이 이들이 열등하다고 여긴 비-아리아인 인구를 묘사하기 위해 사용한 것으로 잘 알려져 있다. 특히 이 표현은 이들에 있어 "동방의 이민족"에 해당하던 유대인, 롬인, 슬라브인을 지칭하는 데 주로 쓰였으며, 드물게 미슐링(Mischling, 아리아인과 비-아리아인의 혼혈)이나 흑인 등을 가리키는 데도 사용되었다. 또한 신체적, 정신적 장애인이나 동성애자, 반체제 인사 등을 "운터멘쉬"에 분류하기도 했으며, 이들을 궁극적으로 절멸되어야 할 대상으로 보았다. 나치당이 계획한 게네랄플란 오스트(Generalplan Ost)에서는 중·동부 유럽의 슬라브인을 레벤스라움을 위한 대량 학살을 통해 부분적으로 감소시키고 나머지를 동쪽의 시베리아로 추방하여 강제 노동에 이용하려 하였다. 운터멘쉬의 개념은 나치 인종 이론에서 핵심적인 부분을 차지했다.

## 같이 보기
- 위버멘쉬
- 홀로코스트
- 반유대주의
- 반슬라브주의
- 주인 인종
- 나치 인종 이론